# Bajan Style
| Críticas profissionais | Críticas profissionais |
| Avaliações da crítica  | Avaliações da crítica  |
| Fonte                  | Avaliação              |
| ---------------------- | ---------------------- |
| Digital Spy            | [ 1 ]                  |
| Entertainmentwise      | (positiva)             |
| Gigwise                | (positiva)             |
| The Guardian           | [ 4 ]                  |

Bajan Style é o primeiro álbum de estúdio do grupo pop barbadense Cover Drive, o álbum foi lançado em 7 de maio de 2012 pela Polydor Records. Cover Drive alistou-se em uma variedade de produtores como Future Cut, Quiz & Larossi, J.R. Rotem, Aliby, Orange Factory e Steve Mac. O álbum é enraizado no R&B, pop, reggae fusion, hip-hop e synthpop.
Bajan Style: Edição de Platina, uma versão atualizada do álbum, foi anunciado para ser lançado em 26 de novembro de 2012. O álbum contará com uma gama de faixas bônus, bem como um DVD bônus com videoclipes da banda.

## Singles
- "Lick Ya Down" foi lançado em 28 de agosto de 2011 como primeiro single do álbum. A canção alcançou a posição #9 na UK Singles Chart[6] e #11 na Scottish Singles and Albums Chart.[7]

- "Twilight" foi lançado em 22 de janeiro de 2012 como segundo single do álbum, qual foi seu primeiro single gráfico em Irlanda, estreando em #40.[8] A canção foi produzida por Quiz & Larossi. Em 29 de janeiro de 2012, a canção entrou em #1 nas paradas do Reino Unido na semana que terminou em 4 fevereiro de 2012.[9]

- "Sparks" foi lanado como terceiro single em 29 de abril de 2012 chegando a posição #4 na parada UK Singles Chart na semana seguinte.[10]

- "Explode" com participação de Dappy foi lançado como quarto single em 26 de agosto de 2011, atingindo a posição #29 na UK Singles Chart.[11]

## Faixas
| CD             |                         | |                         |         |  |
| N.º            | Título                  | Compositor(es) | Produtor(es)            | Duração |  |
| 1.             | "Bajan Style (Intro)"   | Amanda Reifer, Thomas Ray Armstrong, Jamar Harding, Barry Hill, Lyiola Babalola, Darren Lewis, Viktoria Hansen             | Future Cut              | 1:17    |  |
| 2.             | "Twilight"              | Andreas Romdhane, Josef Larossi, Ina Wroldsen, Karen Reifer, Thomas-Ray Armstrong, Jamar Harding                           | Quiz & Larossi          | 3:27    |  |
| 3.             | "Lick Ya Down"          | Jonathan Rotem, Marty James, Amanda Reifer, Thomas-Ray Armstrong, Jamar Harding, Peter Ring                                | J.R. Rotem, Aliby (co.) | 3:21    |  |
| 4.             | "Headphones"            | Karen Reifer, Thomas Ray Armstrong, Jamar Harding, BobbyBass, JRemy, Jonathan Perkins, Redd Stylez, Khaled Rohaim          | Orange Factory          | 3:58    |  |
| 5.             | "That Girl"             | Karen Reifer, Thomas Ray Armstrong, Jamar Harding, Steve Mac, Ina Wroldsen                                                 | Steve Mac               | 2:37    |  |
| 6.             | "Sparks"                | Karen Reifer, Thomas Ray Armstrong, Jamar Harding, Wayne Hector, Steve Mac                                                 | Steve Mac               | 2:55    |  |
| 7.             | "Explode"               | Karen Reifer, Thomas Ray Armstrong, Jamar Harding, Barry Hill, Steve Mac                                                   | Steve Mac               | 3:08    |  |
| 8.             | "Wrongside"             | Karen Reifer, Thomas Ray Armstrong, Jamar Harding, August Rigo                                                             | August Rigo             | 3:26    |  |
| 9.             | "Can't Live in a World" | Karen Reifer, Thomas Ray Armstrong, Jamar Harding, Barry Hill, Ali Tamposi, Dwayne Chin-quee, Mitchum Chin, Mathew Samuels | Supa Dups               | 3:48    |  |
| 10.            | "Hurricane"             | Karen Reifer, Thomas Ray Armstrong, Jamar Harding, Barry Hill, Lyiola Babalola, Darren Lewis, Viktoria Hansen              | Future Cut              | 3:24    |  |
| 11.            | "I Know You Too Well"   | Wayne Hector, Karen Reifer, Thomas Ray Armstrong, Jamar Harding, Andreas Romdhane, Josef Larossi                           | Quiz & Larossi          | 3:26    |  |
| 12.            | "Bajan Style (Outro)"   | Karen Reifer, Thomas Ray Armstrong, Jamar Harding, Barry Hill, Lyiola Babalola, Darren Lewis, Viktoria Hansen              | Future Cut              | 0:37    |  |
| Duração total: | Duração total:          | Duração total: | Duração total:          | 35:29   |  |

| Edição Digital de Luxo / Faixas bônus |                                 | |                |         |  |
| N.º                                   | Título                          | Compositor(es) | Produtor(es)   | Duração |  |
| 13.                                   | "She La La Lay"                 | Karen Reifer, Thomas-Ray Armstrong, Jamar Harding, Barry Hill, Sean Henriques, Wycliffe Johnson, Clifford Ray Smith, Cleveland Constatine Browne, Eliseus Joseph, Julian Griffith |                | 3:05    |  |
| 14.                                   | "No Breaks"                     | Hasham Hussain, Denarius Motes, Tiyon "TC" Mack, Karen Reifer, Thomas-Ray Armstrong, Jamar Harding                                                                                |                | 3:07    |  |
| 15.                                   | "Bajan Style" (versão completa) | Iyiola Babalola, Darren Lewis, Viktoria Hansen, Karen Reifer, Thomas-Ray Armstrong, Jamar Harding, Barry Hill                                                                     | Future Cut     | 2:59    |  |
| Duração total:                        | Duração total:                  | Duração total: | Duração total: | 41:55   |  |

| Edição Digital de Luxo / Vídeos bônus |                        |                                                                                                  |                             |         |  |
| N.º                                   | Título                 | Compositor(es)                                                                                   | Diretor(es)                 | Duração |  |
| 16.                                   | "Lick Ya Down" (Vídeo) | Jonathan Rotem, Marty James, Karen Reifer, Thomas-Ray Armstrong, Jamar Harding, Peter Ring       | Syndrome                    | 3:35    |  |
| 17.                                   | "Twilight" (Vídeo)     | Andreas Romdhane, Josef Larossi, Ina Wroldsen, Karen Reifer, Thomas-Ray Armstrong, Jamar Harding | John D. Aguon and Chaz Wood | 3:35    |  |
| 18.                                   | "Sparks" (Vídeo)       | Karen Reifer, Thomas Ray Armstrong, Jamar Harding, Wayne Hector, Steve Mac                       | Declan Whitebloom           | 3:04    |  |
| Duração total:                        | Duração total:         | Duração total:                                                                                   | Duração total:              | 51:29   |  |

| Bajan Style: Edição de Platina |                                                                        | |                              |         |  |
| N.º                            | Título                                                                 | Compositor(es) | Produtor(es)                 | Duração |  |
| 1.                             | "Bajan Style (Intro)"                                                  | Amanda Reifer, Thomas Ray Armstrong, Jamar Harding, Barry Hill, Lyiola Babalola, Darren Lewis, Viktoria Hansen                                                                    | Future Cut                   | 1:17    |  |
| 2.                             | "Twilight"                                                             | Andreas Romdhane, Josef Larossi, Ina Wroldsen, Karen Reifer, Thomas-Ray Armstrong, Jamar Harding                                                                                  | Quiz & Larossi               | 3:27    |  |
| 3.                             | "Lick Ya Down"                                                         | Jonathan Rotem, Marty James, Amanda Reifer, Thomas-Ray Armstrong, Jamar Harding, Peter Ring                                                                                       | J.R. Rotem, Aliby (co.)      | 3:21    |  |
| 4.                             | "Headphones"                                                           | Karen Reifer, Thomas Ray Armstrong, Jamar Harding, BobbyBass, JRemy, Jonathan Perkins, Redd Stylez, Khaled Rohaim                                                                 | Orange Factory               | 3:58    |  |
| 5.                             | "That Girl"                                                            | Karen Reifer, Thomas Ray Armstrong, Jamar Harding, Steve Mac, Ina Wroldsen | Steve Mac                    | 2:37    |  |
| 6.                             | "Sparks"                                                               | Karen Reifer, Thomas Ray Armstrong, Jamar Harding, Wayne Hector, Steve Mac | Steve Mac                    | 2:55    |  |
| 7.                             | "Explode"                                                              | Karen Reifer, Thomas Ray Armstrong, Jamar Harding, Barry Hill, Steve Mac | Steve Mac                    | 3:08    |  |
| 8.                             | "Wrongside"                                                            | Karen Reifer, Thomas Ray Armstrong, Jamar Harding, August Rigo | August Rigo                  | 3:26    |  |
| 9.                             | "Can't Live in a World"                                                | Karen Reifer, Thomas Ray Armstrong, Jamar Harding, Barry Hill, Ali Tamposi, Dwayne Chin-quee, Mitchum Chin, Mathew Samuels                                                        | Supa Dups                    | 3:48    |  |
| 10.                            | "Hurricane"                                                            | Karen Reifer, Thomas Ray Armstrong, Jamar Harding, Barry Hill, Lyiola Babalola, Darren Lewis, Viktoria Hansen                                                                     | Future Cut                   | 3:24    |  |
| 11.                            | "I Know You Too Well"                                                  | Wayne Hector, Karen Reifer, Thomas Ray Armstrong, Jamar Harding, Andreas Romdhane, Josef Larossi                                                                                  | Quiz & Larossi               | 3:26    |  |
| 12.                            | "She La La Lay"                                                        | Karen Reifer, Thomas-Ray Armstrong, Jamar Harding, Barry Hill, Sean Henriques, Wycliffe Johnson, Clifford Ray Smith, Cleveland Constatine Browne, Eliseus Joseph, Julian Griffith | Future Cut                   | 3:05    |  |
| 13.                            | "No Breaks"                                                            | Hasham Hussain, Denarius Motes, Tiyon "TC" Mack, Karen Reifer, Thomas-Ray Armstrong, Jamar Harding                                                                                | Quiz & Larossi               | 3:07    |  |
| 14.                            | "All About You"                                                        | Karen Reifer, Thomas Ray Armstrong, Jamar Harding, Barry Hill, Thomas-Ray Armstrong, Simon Galt, Martin Hulsmiere                                                                 | Red Boyz                     | 3:08    |  |
| 15.                            | "What I Like"                                                          | Hasham Hussain, Denarius Motes, Karen Reifer, Thomas-Ray Armstrong, Jamar Harding, Andreas Romdhane, Josef Larossi                                                                | Quiz & Larossi               | 3:31    |  |
| 16.                            | "Turn Up the Love" (Far East Movement com participação de Cover Drive) | Robin Reed, James Roh, Kevin Nishimura, Virman Coquia, Jae Choung, Andy Schuller, Mike Baier                                                                                      | Axident, Wallpaper           | 3:16    |  |
| 17.                            | "Bajan Style (Outro)"                                                  | Karen Reifer, Thomas Ray Armstrong, Jamar Harding, Barry Hill, Lyiola Babalola, Darren Lewis, Viktoria Hansen                                                                     | Future Cut                   | 0:37    |  |
| 18.                            | "Lick Ya Down" (Wideboys Club Remix)                                   | Jonathan Rotem, Marty James, Amanda Reifer, Thomas-Ray Armstrong, Jamar Harding, Peter Ring                                                                                       | J.R. Rotem, Aliby, Wideboys  | 6:00    |  |
| 19.                            | "Twilight" (Ruff Loaderz Remix)                                        | Andreas Romdhane, Josef Larossi, Ina Wroldsen, Karen Reifer, Thomas-Ray Armstrong, Jamar Harding                                                                                  | Quiz & Larossi, Ruff Loaderz | 7:09    |  |
| 20.                            | "Sparks" (The Alias Remix)                                             | Karen Reifer, Thomas Ray Armstrong, Jamar Harding, Wayne Hector, Steve Mac | Steve Mac, The Alias         | 5:01    |  |
| 21.                            | "Explode" (com participação de Dappy)                                  | Karen Reifer, Thomas Ray Armstrong, Jamar Harding, Barry Hill, Steve Mac | Steve Mac                    | 3:35    |  |
| 22.                            | "Bajan Style" (Versão completa)                                        | Iyiola Babalola, Darren Lewis, Viktoria Hansen, Karen Reifer, Thomas-Ray Armstrong, Jamar Harding, Barry Hill                                                                     | Future Cut                   | 2:59    |  |

| Bajan Style: Edição de Platina DVD |                                                                                |                                                                                                  |                             |         |  |
| N.º                                | Título                                                                         | Compositor(es)                                                                                   | Diretor(es)                 | Duração |  |
| 1.                                 | "Lick Ya Down" (Vídeo)                                                         | Jonathan Rotem, Marty James, Karen Reifer, Thomas-Ray Armstrong, Jamar Harding, Peter Ring       | Syndrome                    | 3:35    |  |
| 2.                                 | "Twilight" (Vídeo)                                                             | Andreas Romdhane, Josef Larossi, Ina Wroldsen, Karen Reifer, Thomas-Ray Armstrong, Jamar Harding | John D. Aguon and Chaz Wood | 3:35    |  |
| 3.                                 | "Sparks" (Vídeo)                                                               | Karen Reifer, Thomas Ray Armstrong, Jamar Harding, Wayne Hector, Steve Mac                       | Declan Whitebloom           | 3:04    |  |
| 4.                                 | "Explode" (com participação de Dappy) (Vídeo)                                  | Karen Reifer, Thomas Ray Armstrong, Jamar Harding, Barry Hill, Steve Mac                         | Marcus Lundin               | 3:57    |  |
| 5.                                 | "Turn Up the Love" (Far East Movement com participação de Cover Drive) (Vídeo) | Robin Reed, James Roh, Kevin Nishimura, Virman Coquia, Jae Choung, Andy Schuller, Mike Baier     | Matt Alonzo                 | 3:30    |  |

## Posições
| País — Tabela musical (2012)    | Posição de pico |
| ------------------------------- | --------------- |
| Escócia — Scottish Albums Chart | 28              |
| Reino Unido — UK Albums Chart   | 14              |

## Histórico de lançamento
| País        | Data              | Formato          | Gravadora       |
| ----------- | ----------------- | ---------------- | --------------- |
| Brasil      | 4 de maio de 2012 | Descarga digital | Polydor Records |
| Reino Unido | 4 de maio de 2012 | Descarga digital | Polydor Records |